# Гай Ариний Модест
Гай Ариний Модест (лат. Gaius Arinius Modestus) — римский политический деятель конца I века.
О происхождении Модеста нет никаких сведений. В 73—75 годах он находился на посту проконсула провинции Крит и Киренаика. В 82 году Модест занимал должность консула-суффекта. Больше о нём ничего неизвестно.